# St. Georg (Geckenheim)

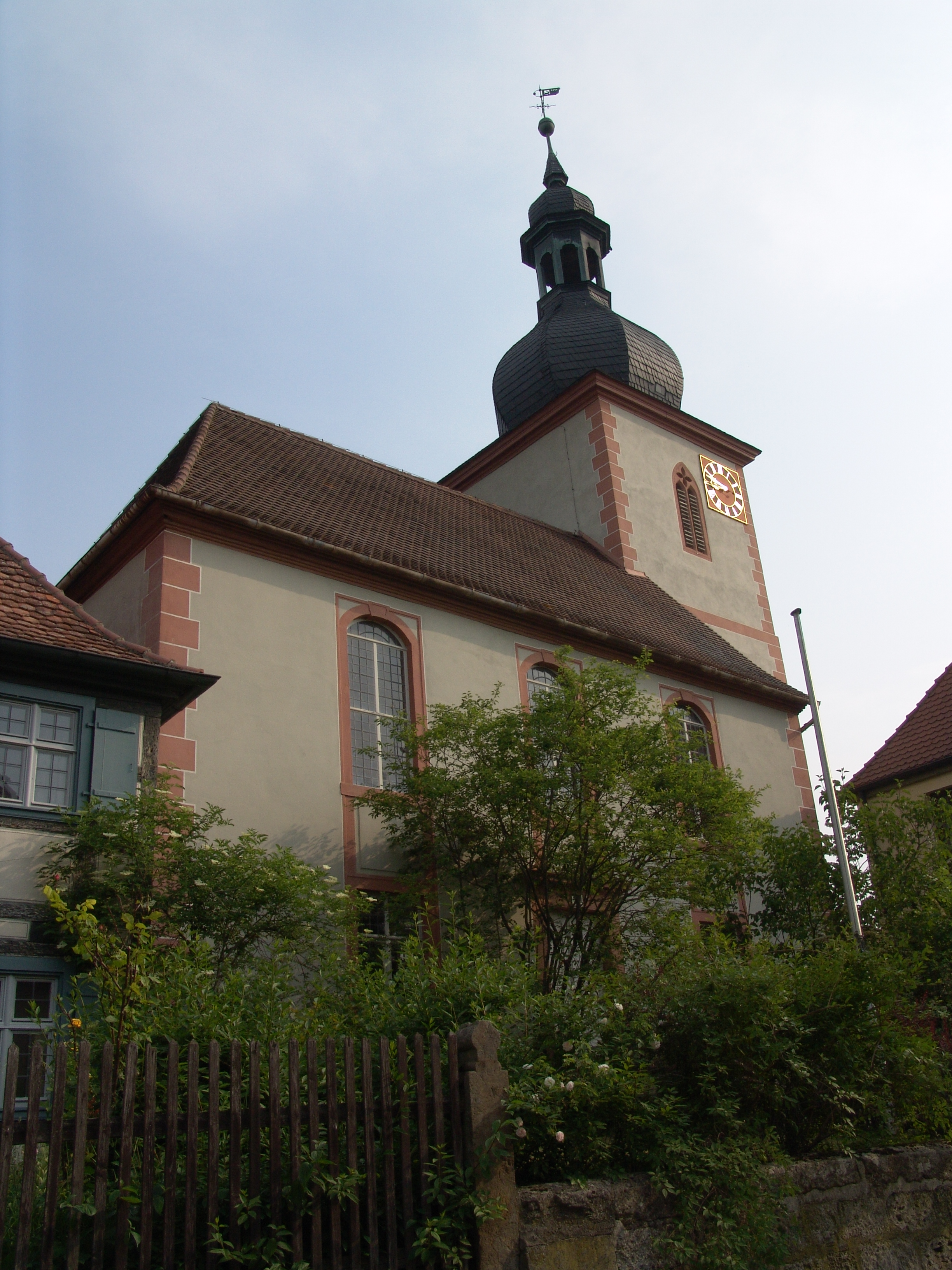
St. Georg (Geckenheim)

Die evangelische, denkmalgeschützte Filialkirche St. Georg steht in Geckenheim, einem Gemeindeteil der Gemeinde Weigenheim im Landkreis Neustadt an der Aisch-Bad Windsheim (Mittelfranken, Bayern). Das Bauwerk ist unter der Denkmalnummer D-5-75-179-11 als Baudenkmal in der Bayerischen Denkmalliste eingetragen. Die Kirchengemeinde gehört zur Pfarrei Weigenheim im Dekanat Uffenheim im Kirchenkreis Ansbach-Würzburg der Evangelisch-Lutherischen Kirche in Bayern.

## Beschreibung
Die Nord- und die Westwand des zweigeschossigen Langhauses der Saalkirche aus verputzten Bruchsteinen von 1697 sind erhalten geblieben. Die übrigen Teile wurden erst 1810 errichtet. Der dreigeschossige Kirchturm im Osten wurde nach seiner Zerstörung erst 1949/50 wieder aufgebaut. Sein oberstes Geschoss beherbergt die Turmuhr und den Glockenstuhl. Bedeckt ist er mit einer Welschen Haube. An die Nordwand des Kirchturms wurde die Sakristei angebaut.